# Territorium der Fürstabtei St. Gallen
Das Territorium der Fürstabtei St. Gallen war zwischen 1207 und 1803 verschiedenen Veränderungen unterworfen. Die Fürstabtei St. Gallen verlor ihre Rechte im Appenzellerland, das sich 1429 selbstständig machte. Die Grafschaft Toggenburg (Neue Landschaft) wurde 1468 käuflich erworben. Der Stiftsbezirk lag innerhalb der ab 1528 reformierten Reichsstadt St. Gallen, was Anlass für fortgesetzte Konfrontationen gab. Die Reformation konnte auch im Toggenburg Fuss fassen.

## Geschichte
Das Kloster wurde 719 gegründet und 1805 aufgehoben. Es stieg in der ersten Hälfte des 9. Jahrhunderts zur Reichsabtei auf. Die Anrede Fürstabt für den Klostervorsteher ist 1207 zum ersten Mal bezeugt. Die Fürstabtei war formal ein Glied des Heiligen Römischen Reichs, aber ab 1451 gleichzeitig auch ein zugewandter Ort der Alten Eidgenossenschaft. Die Fürstabtei besass im Mittelalter bedeutende Grundherrschaften und übte ihre Rechte über weit verstreuten Besitz bis nach Süddeutschland hinein aus.
In der frühen Neuzeit umfasste die Fürstabtei das Fürstenland (Alte Landschaft) und die 1468 erworbene Grafschaft Toggenburg (Neue Landschaft). Im Breisgau gehörten die Herrschaften Ebringen und Norsingen, im Westallgäu Neuravensburg dazu. Im St. Galler Rheintal und in der eidgenössischen Landvogtei Thurgau hatte die Abtei reichen Grundbesitz und übte dort die Niedere Gerichtsbarkeit aus. Die Fürstabtei behauptete sich bis 1798 als Trägerin territorialer Staatlichkeit, fünf Jahre später kam ihr Territorium zum neu gegründeten Kanton St. Gallen. Ende des 18. Jahrhunderts lebten ungefähr 95'000 Einwohner im Herrschaftsgebiet des Fürstabts.

## Territorien in der frühen Neuzeit

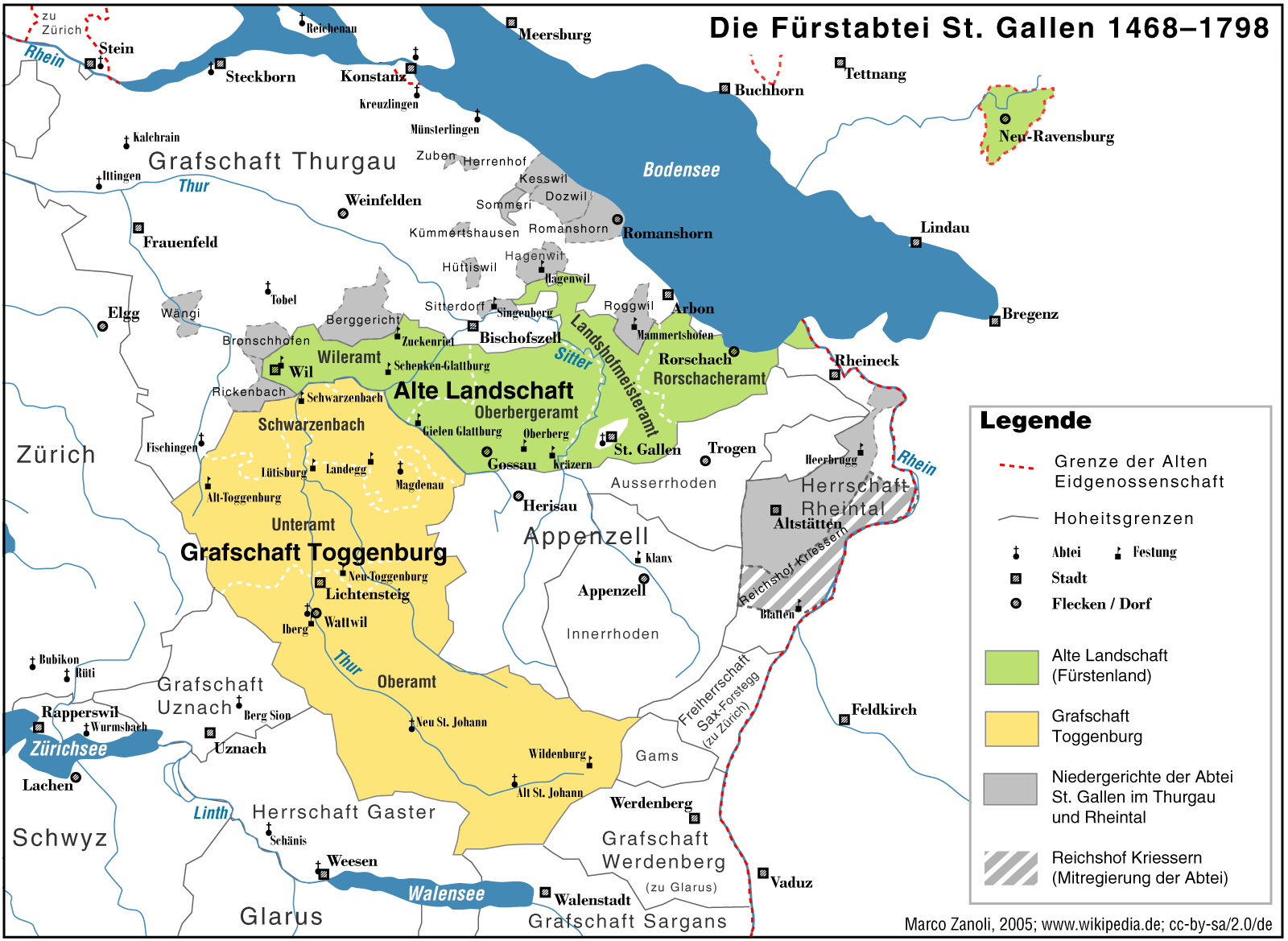
Gebiet der Fürstabtei 1468–1798, sowie Niedergerichte (grau)

### Fürstenland
Das Fürstenland («Alte Landschaft»), mit der Stadt Wil SG als zweiter Residenz der Äbte, wurde absolutistisch regiert.
- Oberamt 
  - Landshofmeisteramt
  - Oberbergeramt
  - Rorschacheramt mit der Exklave Altenrhein

- Unteramt bzw. Wileramt

### Grafschaft Toggenburg
Die Grafschaft Toggenburg («Neue Landschaft») wurde 1468 erworben. Der Fürstabt übte eine konstitutionelle Herrschaft aus.
- Oberamt mit der Stadt Lichtensteig
- Unteramt

### Exterritoriale Herrschaften der Fürstabtei
- Ebringen und
- Norsingen im Breisgau
- Neuravensburg im Westallgäu
- Pfarrei Wasserburg am Bodensee (Der Weinzehnt an die Abtei wurde 1826 aufgehoben.)

### Niedergerichte in der Landgrafschaft Thurgau
Die Niedere Gerichtsbarkeit lag beim Fürstabt bzw. seinen Vertretern, die Hochgerichtsbarkeit (Malefizgericht) lag in der Regel beim thurgauischen Landgericht.
- Verwaltet vom Oberamt des Fürstenlands:
  - Romanshorneramt mit den Niedergerichten Romanshorn, Kesswil, Dozwil, Herrenhof und Zuben sowie Salmsach (ab 1471)
  - Sitterdorf
  - Malefizgericht Sommeri ab 1474 mit Nieder- und Obersommeri sowie Kümmertshausen
  - Niedergericht Hagenwil ab 1684, mit Hagenwil, Au, Breiteneich, Köpplishaus und Räuchlisberg
  - Roggwil ab 1685

- Verwaltet vom Wileramt des Fürstenlands:
  - Berggericht mit Wuppenau, Schönholzerswilen, Heiligkreuz (früher Amptenzell) und weitere Siedlungen an Nollen und Gäbris
    - Niedergericht Hüttiswil

  - Gericht Rickenbach mit Rickenbach, Wilen und Busswil (ab 1506)
  - Schneckenbundgericht mit Bronschhofen, Trungen, Dreibrunnen, Rossrüti, Maugwil, Boxloo und Uerental
  - Wängi (ab 1642)

### Niedergerichte im St. Galler Rheintal
- Im St. Galler Rheintal war die Fürstabtei eine Grundherrin und Inhaberin vieler Niedergerichte mit Altstätten, Au, Balgach, Berneck, Eichberg, Marbach und Rebstein. Landesherren waren ab 1490 Alte Orte der Eidgenossenschaft.
- Kriessern und der mittelalterliche Reichshof Kriessern gelangten 1486 an die Fürstabtei, die ab 1490 dort mitregieren konnte.

## Belege
1. 1 2  Wolfgang Göldi: St. Gallen (Fürstabtei). In: Historisches Lexikon der Schweiz.  16. März 2017, abgerufen am 9. Februar 2025.